# Campos Novos
Campos Novos là một đô thị thuộc bang Santa Catarina, Brasil. Đô thị này có diện tích 1659,625 km², dân số năm 2007 là 28447 người, mật độ 17,14 người/km².